# Elena Largacha Ortiz
Elena Largacha Ortiz (1858-1952) fue una pintora y dibujante colombiana. Fue alumna del afamado pintor mexicano Felipe Santiago Gutiérrez. Era hija del político Froilán Largacha Hurtado y prima del militar Julián Trujillo Largacha (ambos presidentes de su país en períodos distintos).